# SE & Co. KGaA
Die SE & Co. KGaA ist eine Kommanditgesellschaft auf Aktien (KGaA), deren Komplementär eine Europäische Gesellschaft (SE) ist. Durch die Wahl dieser Mischform kann die Haftung der KGaA beschränkt werden, ohne dass die Rechtsform der KGaA aufgegeben werden muss. Die Kommanditisten dieser Gesellschaft sind weiterhin die Kommanditaktionäre bzw. die Aktionäre der KGaA. Diese Rechtsform wird häufig bei börsennotierten Familiengesellschaften oder Firmen mit einem einflussreichen Großaktionär gewählt, deren Familien- bzw. Großaktionäre Anteile ihrer Firma verkaufen, jedoch die Kontrolle über die Firma behalten wollen.
Seit dem Jahr 1997 ist diese Rechtsform gemäß einer Entscheidung des Bundesgerichtshofes zusammen mit der AG & Co. KGaA und der GmbH & Co. KGaA (identisch mit der SE & Co. KGaA, nur dass hier eine Aktiengesellschaft bzw. eine GmbH als Komplementär dient) in Deutschland zulässig.
Unternehmen mit dieser Rechtsform sind unter anderem Aurelius, Fresenius, Sto, Testo, Bertelsmann, OBI, KSB, Messer Group und CompuGroup Medical.